# Chromatomyia fuscula
Chromatomyia fuscula är en tvåvingeart som beskrevs av Zetterstedt 1838. Chromatomyia fuscula ingår i släktet Chromatomyia och familjen minerarflugor. Arten är reproducerande i Sverige. Inga underarter finns listade i Catalogue of Life.